# Kamil Šír
Kamil Šír (1973 – 26. listopadu 2024) byl český hudební producent a promotér. Dlouhodobě vedl pražský Lucerna Music Bar.

## Kariéra a život
V roce 2006 začal pracovat na české hudební scéně. Postupně vybudoval pražský hudební klub Lucerna Music Bar a hudební festivaly Rock for Churchill a Prague Open Air.
V Česku organizoval řadu koncertů zahraničních umělců. Mezi ně patřili například Sum 41, Jimmy Eat World, George Ezra, Parov Stelar, Queens of the Stone Age nebo Pixies.
Velkou zásluhu měl i na zviditelnění některých českých hudebních skupin, těmi jsou například Vypsaná fiXa, Mňága a Žďorp nebo Trautenberk.
Svůj život držel před veřejností v soukromí a vyhýbal se jakékoliv publicitě. Zemřel 26. listopadu 2024 ve věku 51 let, pouhý týden po narození svého dítěte. Příčina smrti nebyla veřejnosti odhalena.